# Newcastle (Nevis)
Newcastle ist ein Ort an der Nordküste der Insel Nevis in St. Kitts und Nevis. Es ist der Hauptort des Parish Saint James Windward. 

## Geographie
Die Siedlung liegt südöstlich des Flughafens Vance W. Amory International, der an der Küste liegt. Für den Bau desselben musste sogar ein Teil der Siedlung verlegt werden. Eines der Gebäude, die dem Ausbau weichen mussten, war die historische Festung Newcastle Redoubt aus dem 17. Jahrhundert.
Östlich des Flughafens mündet auch der Camps River, der Newcastle von der Siedlung Camps trennt. Im Südwesten der Siedlung liegt die ehemalige Plantage Old Windward Estate mit der Ruine der Cottle Church.
Es gibt die Strände Lover’s Beach westlich des Flughafens, Newcastle Beach in der Newcastle Bay direkt vor dem Flughafen, und Nisbet Beach östlich des Flughafens. Nach Norden erstreckt sich unter dem Wasserspiegel ein Ausläufer von Nevis, so dass der Meeresboden auf drei Kilometer Entfernung relativ seicht ist.
Im Ort befindet sich die Violet O. Jeffers Nichols Primary School.